# Stenodacma
Stenodacma is een geslacht van vlinders van de familie vedermotten (Pterophoridae).

## Soorten
- S. cognata Gielis, 2009
- S. iranella Amsel, 1959
- S. wahlbergi (Zeller, 1852)